# Johnny Thunders
Johnny Thunders, rodným jménem John Anthony Genzale, Jr. (15. července 1952, New York – 23. dubna 1991, New Orleans) byl americký kytarista, zpěvák a skladatel, nejvíce známý jako člen skupiny New York Dolls. Po rozpadu New York Dolls hrál se svou skupinou The Heartbreakers a později se vydal na sólovou dráhu. Jeho sestřenicí je herečka Angela Nicoletti.

## Život
Narodil se v newyorském obvodu Queens a v dětství žil ve čtvrti East Elmhurst a později v Jackson Heights. Svou první kapelu nazvanou The Reign založil v roce 1967 a později vystupoval se skupinou Johnny and the Jaywalkers. Počátkem sedmdesátých let spolu s Arthurem Kanem, Billym Murciou a Rickem Rivetsem působil v kapele Actress, která se však brzy rozpadla. Kane, Murcia a Thunders doplněni o Davida Johansena a Syla Sylvaina založili skupinu New York Dolls.
Thunders se skupinou New York Dolls nahrál dvě studiová alba a roku 1975 spolu s Jerrym Nolanem, který ve skupině nahradil Murciu, odešel a založili spolu soubor The Heartbreakers. Skupina v roce 1977 vydala své první album L. A. M. F. a nedlouho poté se rozpadla. Následně se Thunders vydal na sólovou dráhu a hned v roce 1978 vydal své první album nazvané So Alone. Roku 1979 založil skupinu Gang War (ve skupině působil například také kytarista Wayne Kramer) a později občasně vystupoval s obnovenými The Heartbreakers a vydával další sólová alba. V roce 1988 vydal společné album Copy Cats se zpěvačkou Patti Palladin. Od roku 1988 vystupoval se skupinou The Oddballs.
V dubnu 1991 dokončil turné po Německu a Japonsku a odjel do New Orleans. Zemřel 23. dubna 1991 pravděpodobně na předávkování drogami, ačkoliv o jeho smrti koluje řada příběhů − například hudebník Dee Dee Ramone ve své autobiografii Poison Heart: Přežil jsem Ramones (v originále Lobotomy: Surviving The Ramones) vyjádřil názor, že byl Johnny Thunders zavražděn drogovými dealery.

## Sólová diskografie
- So Alone (1978)
- Diary of a Lover (1983)
- In Cold Blood (1983)
- Hurt Me (1983)
- Que Sera Sera (1985)
- Copy Cats (1988)